# Rocky Marshall
Rocky Marshall (Suffolk, 1967) é um ator (televisão e cinema) britânico
Atuou em filmes como a Guerra dos Hart e Mean Machine. Ele também apareceu em vários programas de televisão, incluindo Casualty, Family Affairs, Band of Brothers, Rome, Kyle Key, Holby City, Dalziel and Pascoe, Doctors e The Bill.